# Adelia María
Adelia María é um município da província de Córdoba, na Argentina.